# Benito Castro
Arturo Castro Hernández (Ciudad de México, 5 de junio de 1946-Ciudad de México, 11 de septiembre de 2023), conocido como Benito Castro, fue un músico, actor y comediante mexicano.

## Biografía y carrera
Arturo Castro Hernández nació el 5 de junio de 1946 en Ciudad de México, siendo hijo del actor Arturo Castro, y de Rosa Hernández de Castro, una ama de casa. Tuvo dos hermanas mayores, Ana María Castro Hernández, una empresaria de espectáculos, y Vicky Castro Hernández, una diseñadora de interiores. Era primo del actor y cantante Gualberto Castro, miembro original de Los Hermanos Castro, primo hermano de los cantantes Javier y Jorge Castro, y tío de la actriz Daniela Castro.
En la década de 1960, cuando Los Hermanos Castro estaban trabajando en Las Vegas, Nevada, se decidió que Benito entraría en el grupo, porque si fuera necesario para uno de ellos tomar tiempo libre, el grupo podría seguir trabajando. Benito no solo cantaba la armonía y tocaba la guitarra, sino que también le dio al grupo una nueva "chispa" con sus intervenciones cómicas en el escenario y la comedia. Su personalidad le dio al grupo una nueva dimensión. Cuando Los Hermanos Castro regresaron a México, Benito no solo siguió presentándose en conciertos con Los Hermanos Castro, sino que también formó un dúo musical con Kiko Campos: "Benito y Kiko" tocando en clubes nocturnos en todo México, álbumes grabados, etc .
Benito creó el personaje "Kin Kin de Acapulco" para el show de la televisión mexicana La carabina de Ambrosio de 1978 a 1981 y de 1986 a 1987. Su personaje era un avispado vendedor de las playas de Acapulco ataviado de shorts y playera harapientos que buscaba siempre aprovecharse de los despreocupados turistas. Se destacó como musicalizador de varios programas de televisión hasta lograr en 1998, tener su propio espacio en la comedia La Güereja dando vida precisamente al papá de una niña ocurrente y precoz interpretada por la actriz y comediante María Elena Saldaña.

### Muerte
El 11 de septiembre de 2023, Castro falleció a los 77 años de edad en Ciudad de México, luego de permanecer un breve tiempo internado tras resbalar en su casa y golpearse en la cabeza, lo que le provocó un traumatismo craneoencefálico y varias lesiones corporales que al poco tiempo causaron su muerte. Su cuerpo fue enterrado en su tumba familiar localizada dentro de la parcela de la Asociación Nacional de Actores (ANDA) del Panteón Jardín, ubicado en la misma ciudad.

## Filmografía
| Año  | Créditos                              |
| ---- | ------------------------------------- |
| 2011 | Su Sombra (película)                  |
| 2009 | Adictos (Serie de TV)                 |
| 2006 | Chiquita Bum (Serie de TV)            |
| 2004 | Cancionera (Serie de TV)              |
| 2002 | Así son ellas (Serie de TV)           |
| 2001 | Güereja de mi vida (Serie de TV)      |
| 2000 | Siempre te amaré                      |
| 1998 | La Güereja y algo más (Serie de TV)   |
| 1995 | La sangre de los inocentes (película) |
| 1984 | Alegría de mediodía (Serie de TV)     |
| 1979 | La Criada Maravilla (película)        |